# 尼龟甲属
尼龟甲属（学名：Nilgiraspis）为金花虫科的一个属。

## 下属物种
本属包括以下物种：
- 暗角尼龟甲 Nilgiraspis andrewesi (Spaeth, 1932)